# Mèo cộc đuôi Nhật Bản
Mèo cộc đuôi Nhật Bản (tiếng Nhật: ジャパニーズボブテイル) là một nòi mèo nhà có đặc điểm nổi bật là chiếc đuôi rất ngắn, giống như đuôi của thỏ. Chiếc đuôi ngắn này là kết quả của một đột biến về thân hình ở mèo, gây ra bởi một gien lặn. Mèo cộc đuôi Nhật Bản là loài bản địa ở Nhật và Đông Nam Á, và hiện nay thì nó đã phổ biến trên toàn thế giới. Nó đã xuất hiện ở Nhật Bản cách đây nhiều thế kỷ và là một hình ảnh thường thấy trong văn hóa và nghệ thuật truyền thống của xứ sở Anh Đào.
Giống như phần nhiều các nòi mèo khác, mèo cộc đuôi Nhật Bản có thể có nhiều màu sắc khác nhau, nhưng những cá thể thuộc dạng mèo tam thể (mike, 三毛) là được ưa chuộng nhất ở Nhật cũng như đối với cộng đồng người yêu mèo toàn cầu. Mèo cộc đuôi tam thể cũng xuất hiện với tần suất rất lớn trong văn hóa dân gian Nhật Bản.

## Tiêu chuẩn nòi (nói chung)

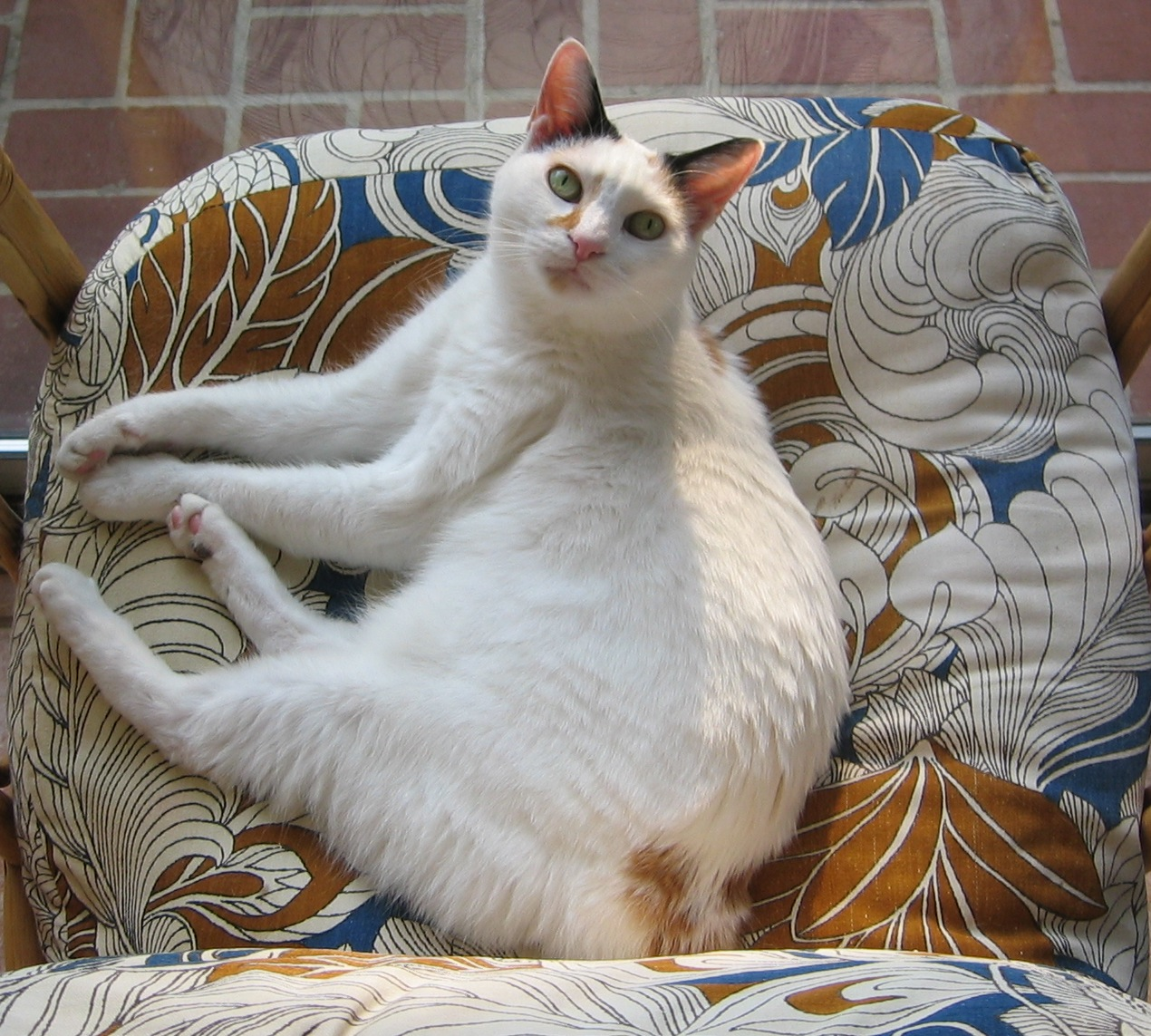
Một con mèo cộc đuôi Nhật Bản có đặc tính đạt tiêu chuẩn dự thi.

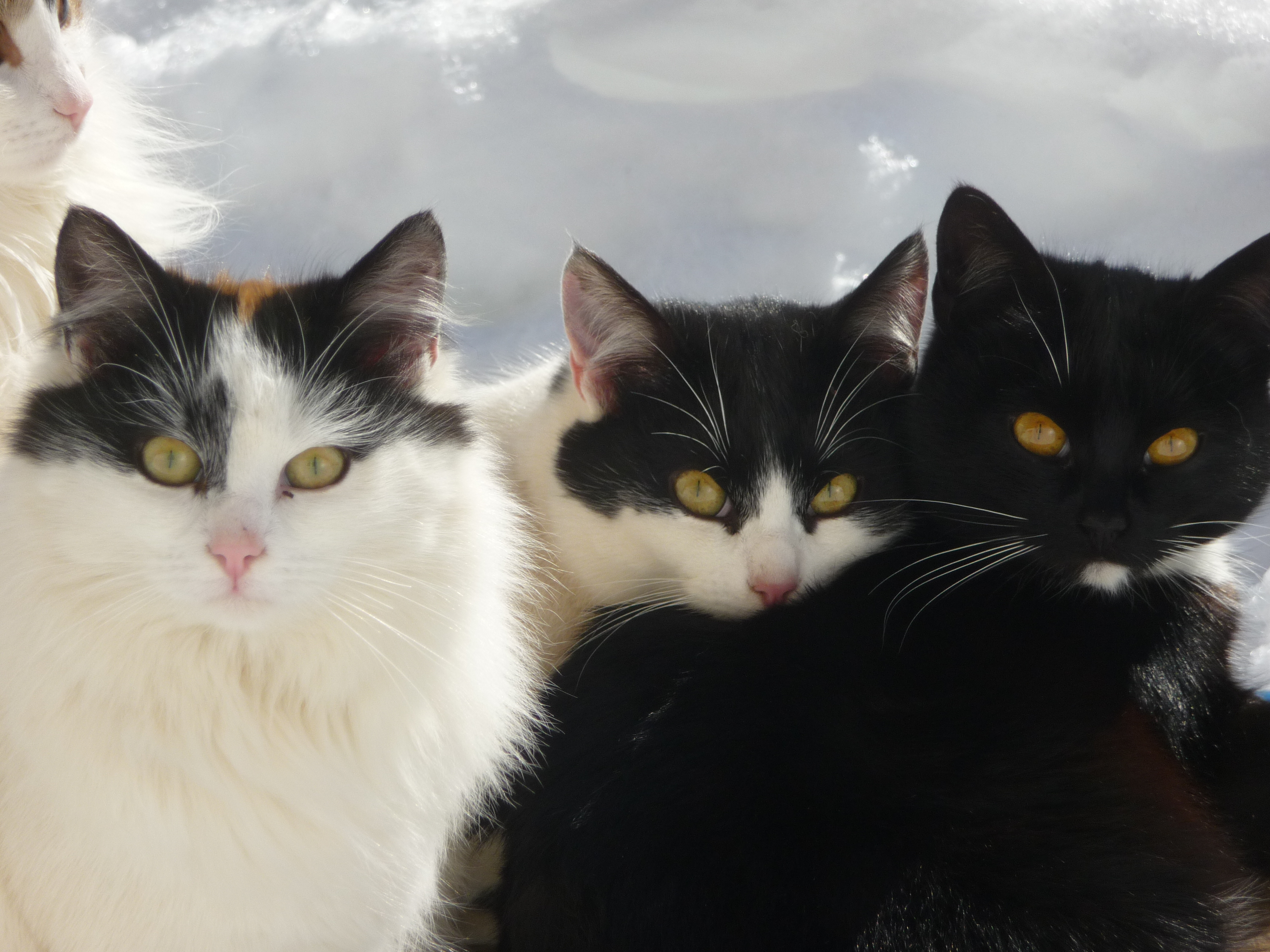

## Di truyền

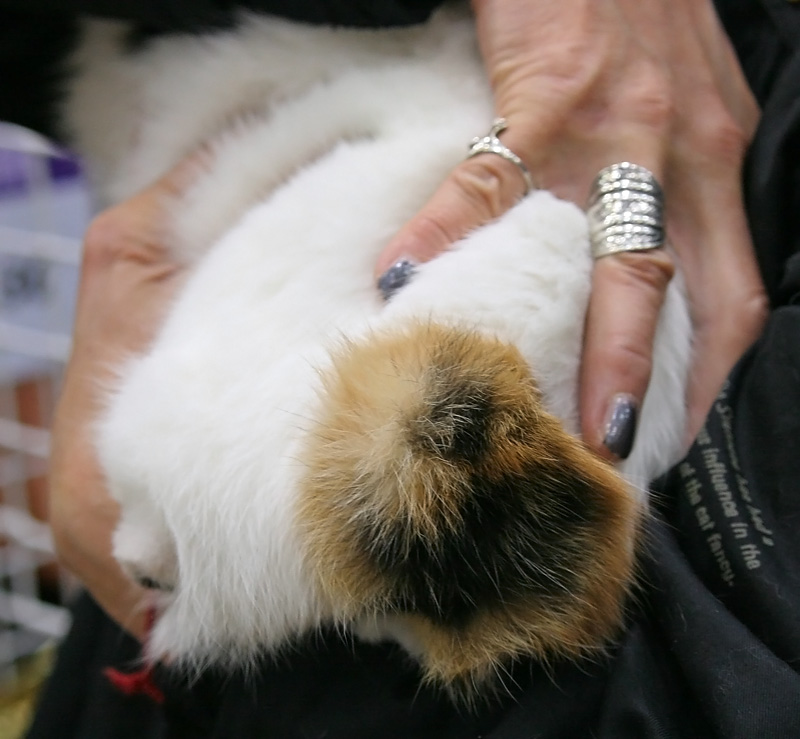
Chiếc đuôi cộc đặc trưng.

### Mèo cộc đuôi dị nhãn

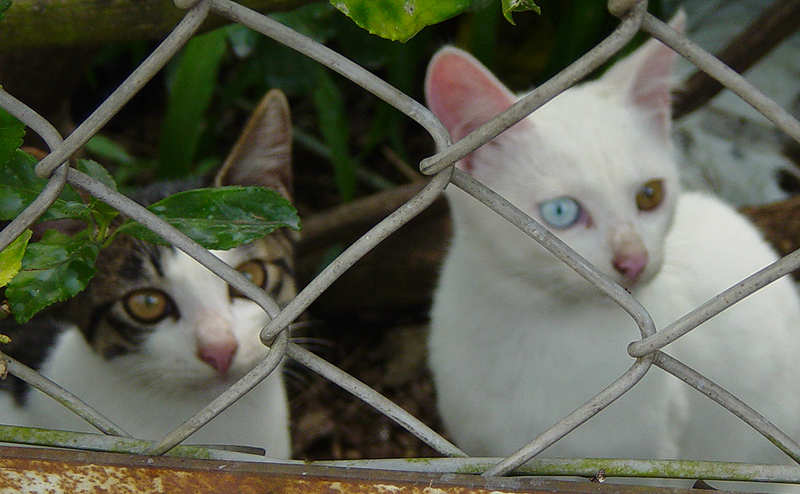
Mèo cộc đuôi Nhật Bản bình thường (ở bên trái) và dị nhãn (ở bên phải)

## Mèo cộc đuôi Nhật Bản trong văn hóa dân gian

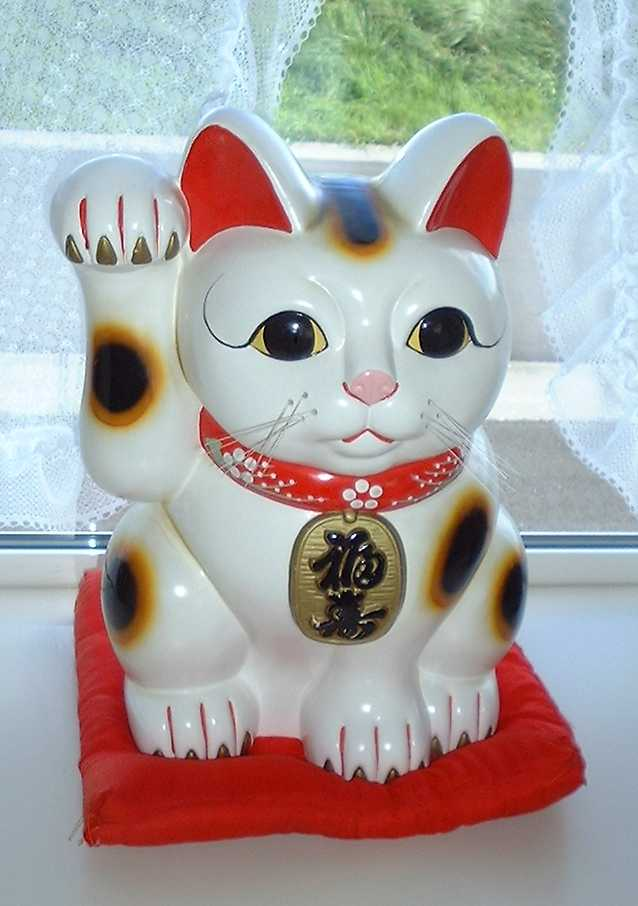
Tượng một con mèo maneki neko.